# Buxy
Buxy település Franciaországban, Saône-et-Loire megyében. Lakosainak száma 2155 fő (2022. január 1.). Buxy Bissey-sous-Cruchaud, Jully-lès-Buxy, Granges, Montagny-lès-Buxy, Saint-Germain-lès-Buxy és Sassangy községekkel határos.

## Népesség
A település népességének változása:
| Lakosok száma | 2172 | 2101 | 2150 | 2136 | 2132 | 2138 | 2147 | 2151 | 2155 |
|               | 2013 | 2015 | 2016 | 2017 | 2018 | 2019 | 2020 | 2021 | 2022 |